# بول براكفيلد
بول مارتن براكفيلد (1952 - ) هو عالم أحياء تطوري بريطاني وأستاذ علم الحيوان في جامعة كامبريدج، حيث كان أيضًا زميلًا في كلية ترينيتي وحتى عام 2019 كان مديرًا لمتحف علم الحيوان. شغل سابقًا منصب رئيس قسم علم الأحياء التطوري في جامعة لايدن في هولندا وكان رئيسًا لجمعية لينيان بلندن من 2015 إلى 2018. اشتهر بأبحاثه حول نقاط عيون الفراشات.

## المسار المهني
في عام 1987 أصبح براكفيلد أستاذًا لعلم الأحياء التطوري في جامعة ليدن. في عام 2010 غادر ليدن بعد أن عمل أستاذاً لمدة 23 عامًا ليصبح مديرًا لمتحف علم الحيوان بجامعة كامبريدج. في عام 2011 انتخِب براكفيلد زميلًا في كلية ترينيتي. في 22 مايو 2015 أصبح براكفيلد رئيسًا لجمعية لينيان بلندن وعمل حتى مايو 2018.

## بحث
يعمل براكفيلد في الغالب مع الفراشات والحشرات. من بين الموضوعات الأخرى التي تركز أبحاثه على نقاط العيون على الفراشات وخاصة Bicyclus anynana.
سُمي نوع الفراشة Bicyclus brakefieldi باسمه.

## الأوسمة والجوائز
انتخب براكفيلد زميلاً في الجمعية الملكية عام 2010. وانتخب عضوًا أجنبيًا في الأكاديمية الملكية الهولندية للفنون والعلوم في عام 2011. وانتخب أيضًا كعضو في منظمة البيولوجيا الجزيئية الأوروبية في عام 2014.